# Нижняя Кондурча
Нижняя Кондурча — посёлок в Елховском районе Самарской области. Административный центр сельского поселения Красное Поселение. Основан в начале XX века.

## География
Посёлок находится на расстоянии примерно 12 км (по прямой) к северо-востоку от села Елховка, административного центра района.

## Население
| 2010 | 2013 | 2014 | 2015 | 2016 |
| ---- | ---- | ---- | ---- | ---- |
| 293  | ↗303 | ↗318 | ↗322 | ↗326 |

### Национальный состав
Согласно результатам переписи 2002 года, в национальной структуре населения русские составляли 87 % из 337 чел.

## Улицы
| - ул. Луговая, - ул. Набережная, - ул. Полевая, | - ул. Садовая, - ул. Солнечная, - ул. Школьная. |